# Rashkīn
Rashkīn (persiska: رشکین) är en ort i Iran.   Den ligger i provinsen Qazvin, i den nordvästra delen av landet, 150 km nordväst om huvudstaden Teheran. Rashkīn ligger 1 638 meter över havet och antalet invånare är 153.
Terrängen runt Rashkīn är bergig åt nordost, men åt sydväst är den kuperad.Runt Rashkīn är det ganska tätbefolkat, med 108 invånare per kvadratkilometer. Närmaste större samhälle är Akūjān, 3,9 km väster om Rashkīn. Trakten runt Rashkīn består i huvudsak av gräsmarker.